# Azur Lane
Azur Lane (en chino simplificado, 碧蓝航线; pinyin, Bìlán Hángxiàn; en japonés: アズールレー, romanizado: Azūru Rēn) es un videojuego de disparos de desplazamiento lateral gratuito creado por los desarrolladores chinos Shanghái Manjuu y Xiamen Yongshi, lanzado en 2017 para los sistemas operativos iOS y Android. Ambientado en una línea de tiempo alternativa de la Segunda Guerra Mundial, los jugadores participan en un juego de disparos de desplazamiento lateral, utilizando personajes antropomórficos femeninos moe basados en barcos de guerra de los principales participantes de la guerra. También están presentes otros elementos como personalizar una casa y casarse con personajes del juego.
El juego se ha adaptado a varios manga y novelizaciones. Azur Lane Crosswave, una adaptación 3D para PlayStation 4, fue publicada por Compile Heart el 29 de agosto de 2019 con una recepción mixta. La versión en inglés de Crosswave se lanzó el 13 de febrero de 2020 para PlayStation 4 y PC. Una versión del juego para Nintendo Switch se lanzó en Japón el 17 de septiembre de 2020 y se lanzará en febrero de 2021 en América del Norte y Europa. Una adaptación a anime realizada por Bibury Animation Studios se estrenó el 3 de octubre de 2019 y se emitió en Japón y Estados Unidos hasta el 20 de marzo de 2020.

## Jugabilidad
Azur Lane es un videojuego de rol, simulación y Matamarcianos con mecánica gacha de desplazamiento lateral, asimismo. Los jugadores coleccionan personajes que son interpretaciones antropomórficas de los buques de guerra de la Segunda Guerra Mundial (shipgirls), principalmente de la Armada de los Estados Unidos, la Royal Navy (del inglés: Marina Real), la Armada Imperial Japonesa y la Kriegsmarine (del alemán: Marina de guerra). Más tarde se agregaron otros barcos de la Marina Nacional Francesa (tanto de la Francia de Vichy como de la Francia Libre), la Armada de la República de China, la Armada del Ejército Popular de Liberación, la Regia Marina (del italiano: Marina Real), la Armada Soviética y la Armada Imperial Rusa. Los jugadores se organizan en flotas de seis barcos y se enfrentan a los enemigos controlados por la inteligencia artificial (IA) o las flotas de otros jugadores.
Las personificaciones del destructor estadounidense USS Laffey (DD-459), el destructor británico HMS Javelin (F61) y el destructor alemán Z23 (versión en chino e inglés), o el destructor japonés Ayanami (versión japonesa y coreana) están disponibles para que los jugadores las seleccionen como nave de inicio. Se les conoce como protagonistas en el juego. Actualmente, se han introducido 701 personajes en el juego, que representan, no solo barcos de 9 países que participaron en la guerra, sino también algunos personajes fuera del juego, producto de distintas colaboraciones que ha tenido Azur Lane con otros videojuegos como Hyperdimension Neptunia, Fate/Grand Order, Atelier Ryza, Senran Kagura o series de anime como SSSS.Gridman. El juego también se destaca por incluir como personajes a barcos preservados en museos, tales como el japonés Mikasa y el ruso Aurora.

### Batalla
Al prepararse para el modo principal del juego, los jugadores pueden organizar dos flotas que consisten en una primera fila y una última fila, con tres espacios disponibles en cada fila. Los destructores, cruceros ligeros y cruceros pesados pueden asignarse a la primera fila, mientras que la última fila está reservada para acorazados, cruceros de aviones, monitores, barcos de reparación, cruceros de batalla y portaviones. Se requieren diferentes combinaciones de barcos para lograr la victoria en diferentes situaciones de batalla. Luego, los jugadores pueden seleccionar e ingresar a un mapa.
Al entrar en un mapa, la flota del jugador se coloca en un mapa en forma de cuadrícula similar al del juego Batalla naval. El mapa contiene nodos, que pueden ser nodos de combate con flotas enemigas, algunos inmóviles y otros que persiguen al jugador, nodos que no son de combate que proporcionan munición, o nodos misteriosos que pueden proporcionar suministros como kits de reparación, materiales de actualización o pueden generar un nodo de combate especial llamado Flota del Tesoro. Los jugadores deben navegar de manera óptima y armar sus flotas tácticamente para despejar a los enemigos que obstruyen y, con movimientos mínimos, llegar al jefe del mapa. Cuando el jugador mueve su flota por el mapa, puede ser emboscado en encuentros aleatorios de los cuales puede recibir daño, o puede verse obligado a enfrentarse al enemigo usando combustible y munición. El combustible es uno de los dos recursos del juego. Los puntos de munición se asignan a las flotas de jugadores en cada mapa, con un punto de munición deducido en cada batalla. Las flotas que se quedan sin munición aún pueden luchar, pero solo pueden infligir la mitad del daño.
Al luchar contra un enemigo, los jugadores pueden usar una palanca de mando virtual para controlar la primera fila, que puede disparar proyectiles automáticamente a los objetivos y lanzar torpedos manualmente. Mientras está parado, la última fila puede enviar bombardeos y el jugador puede convocar ataques aéreos manualmente. Estos activarán un efecto de eliminación de balas, eliminando todos los proyectiles y torpedos en la pantalla. Los jugadores tienen una opción de modo automático para ceder este control a la inteligencia artificial del juego. La salud de los personajes se recupera por completo al completar o salir de un mapa. Los puntos de moral se deducen por cada personaje de la flota en una batalla. Si un personaje cae en la batalla, no puede unirse a ninguna otra acción en el mapa y se deduce una mayor cantidad de puntos de moral para el personaje caído al final de la batalla. Una baja moral disminuye las estadísticas y puntos de afecto del personaje. Un bajo puntaje de afecto lleva al personaje a saludar al jugador con voces que reflejan su decepción.
El juego presenta un modo de jugador contra jugador. El jugador puede preparar una flota defensiva y organizar una flota ofensiva para desafiar a las flotas defensivas de los jugadores oponentes. En este modo, las batallas son controladas completamente por la inteligencia artificial y el efecto de despeje de balas de los ataques aéreos está desactivado. Se pueden ganar fichas y la clasificación del jugador puede subir a través de la victoria en este modo. Los jugadores no reciben penalización si pierden un desafío o su flota defensiva es derrotada por otros jugadores. Se pueden obtener personajes exclusivos y otros elementos utilizando fichas. La clasificación se actualiza cada 15 días.
Se introdujeron mecánicas adicionales después del lanzamiento del juego. Los sistemas de guerra submarina y antisubmarina se introdujeron en mayo de 2018. Esto incluía mapas de campañas antisubmarinas y personajes basados en U-Boots alemanes y submarinos estadounidenses y japoneses. El sistema de gatos de barco se introdujo en septiembre de 2018. Se pueden obtener varias razas de gatos en un criadero. Pueden ser entrenados para proporcionar beneficios cuando se los lleva junto con las flotas a la batalla.

### Dormitorio
El juego tiene una característica de Dormitorio. Los personajes en sus formas chibi pueden colocarse en el dormitorio amueblado donde pueden caminar y sentarse, dormir o bañarse. Los personajes pueden ganar puntos de experiencia de forma pasiva y recuperar la moral cuando los jugadores les dan comida. Los jugadores pueden comprar comida usando combustible o moneda del juego. Los jugadores también pueden comprar juegos de muebles y decoraciones con diferentes temas, y ocasionalmente por tiempo limitado, usando monedas de muebles obtenidas al enviar personajes a través de misiones especiales. Los muebles y la decoración aumentan la tasa de experiencia adquirida. Se pueden organizar libremente. Los jugadores pueden aumentar la capacidad de los personajes del dormitorio, desbloquear un segundo piso que recupera la moral y comprar muebles interactivos especiales utilizando la moneda del juego. Además, se pueden obtener monumentos al superar las etapas de los eventos. Adicionalmente, jugadores pueden inspeccionar los dormitorios de otros jugadores.

### Matrimonio
Cuando los puntos de afecto de un personaje se elevan a 100 a través de la batalla, la secretaria o el dormitorio, los jugadores pueden optar por darle un anillo de promesa a este personaje. Se puede obtener un anillo de promesa mediante misiones una vez. Se pueden comprar anillos adicionales usando la moneda del juego en la tienda de artículos, lo que esencialmente permite la poligamia. Los jugadores también pueden dar nombres personalizados a los personajes casados, pero solo pueden hacerlo cada 30 días para cada personaje. Además, algunos de los personajes más populares también obtendrán trajes de boda únicos para la boda. También obtendrán bonificaciones de estadísticas adicionales después de casarse.

## Sinopsis
El comienzo del juego presenta una recreación antropomórfica de la Batalla del Estrecho de Dinamarca, donde la personificación del famoso crucero de batalla británico HMS Hood es hundida por personajes que representan a las fuerzas alemanas. El juego presenta una alianza militar epónima, Azur Lane, formada por las naciones de Eagle Union (Estados Unidos), Royal Navy (Reino Unido), Sakura Empire (Imperio del Japón) y Iron Blood (Alemania nazi). La alianza se dividió en dos debido a la intervención alienígena con Iron Blood y Sakura Empire formando una facción opuesta, Crimson Axis, utilizando tecnología proporcionada por los alienígenas para invadir los países de Azur Lane. El resto de la trama principal del juego sigue parcialmente los compromisos navales de Estados Unidos en la Guerra del Pacífico. Los capítulos representan varias batallas decisivas de la guerra, incluida la Batalla de Midway, la Batalla naval de Guadalcanal y la campaña de las Islas Marianas y Palaos.

## Media

### Medios impresos
Azur Lane se adaptó a varios manga y novelas. Un cómic oficial de yonkoma, titulado Azur Lane Bisoku Zenshin!, se está publicando en la revista Manga 4-koma Palette de Ichijinsha. Presenta al personaje basado en HMS Javelin y tres de los otros protagonistas del juego. Capítulos de Azur Lane Bisoku Zenshin! se publican regularmente en la cuenta de Twitter japonesa del juego como medio de promoción. Azur Lane Comic Anthology, una serie de antología de cómics que actualmente tiene cuatro volúmenes, está siendo publicada por Ichijinsha y vendida en Amazon Japón. Azur Lane Queen's Orders, un manga centrado en los personajes basados en HMS Queen Elizabeth y HMS Warspite, está siendo publicado por Ichijinsha en Comic Rex. Azur Lane Comic à la Carte, otra antología de cómics, se publicó en octubre de 2018.
Kodansha publicó una novela ligera derivada con el personaje Laffey como protagonista, titulada Laffey to Hajimeru Shikikan Seikatsu, en junio de 2018. Shueisha publicó otra novelización, Episodio de Belfast, con el personaje basado en HMS Belfast, en junio de 2018. Overlap, Inc. publicó la tercera novela ligera derivada con el personaje Ayanami como protagonista, titulada Ayanami, Kekkon-suru desu, en diciembre de 2018.

### Anime
Se anunció una adaptación a anime en septiembre de 2018. El anime está dirigido por Tensho, director de las adaptaciones de anime de Grisaia y Rewrite, con el escritor Jin Haganeya y Yasunori Nishiki componiendo la música de la serie. Bibury Animation Studios de Tensho animó la serie. El director de Yostar, Li Hengda, reveló que el proyecto de animación comenzó a fines de 2017, cuando el juego experimentó un gran auge en popularidad. La elección de Haganeya para ser el escritor se debió a que la franquicia Demonbane era una de las favoritas de Hengda. La serie se estrenó el 3 de octubre de 2019 en Tokyo MX, SUN, KBS, BS 11 y AT-X. May'n interpretó el tema de apertura de la serie Graphite / Diamond, mientras que Kano interpretó el tema de cierre de la serie Hikari no Michishirube. Los episodios 11 y 12 estaban originalmente programados para transmitirse el 19 y el 26 de diciembre de 2019, pero se retrasaron hasta el 13 y el 20 de marzo de 2020, respectivamente, debido a problemas de producción. Funimation ha licenciado la serie para un simuldub La versión doblada en inglés de los episodios 11 y 12 no se ha lanzado desde que se emitió el episodio final el 20 de marzo, y no fue hasta agosto y septiembre de 2020, respectivamente, que finalmente se lanzaron las versiones dobladas. Una versión doblada en español latino salió el 8 de febrero de 2021. Y en marzo de 2022 la serie se lanzó a nivel mundial a través de Crunchyroll con sus respectivos doblajes en inglés, español, portugués y japonés con subtítulos (Incluyendo nuevos subtítulos en francés y alemán que no estaban en Funimation).
Una adaptación a anime del manga Azur Lane: Bisoku Zenshin! fue anunciado el 24 de diciembre de 2019. La serie está dirigida por Masato Jinbo y escrita por Yū Satō en Yostar Pictures y CANDY BOX, con Hiromitsu Hagiwara diseñando los personajes y Shade componiendo la música de la serie. A Yokohama Animation Laboratory se le atribuye la cooperación en la producción. Se estrenará en enero de 2021. Emi Nitta interpretará el tema de apertura de la serie Longing for!, mientras que Yui Sakakibara interpretará el tema de cierre de la serie Mahiru-iro Siesta. Se anunció una segunda temporada en el "Azur Lane 6th Anniversary Fes". evento el 10 de septiembre de 2023.
En septiembre de 2021 se anunció una adaptación al anime del manga Azur Lane: Queen's Orders, como parte del cuarto aniversario del juego (y tercer aniversario en inglés). Más tarde se reveló que era un OVA en septiembre de 2022. Estaba previsto para el 10 de mayo de 2023, pero se retrasó hasta el 27 de julio debido a dificultades técnicas. El OVA está animado por Yostar Pictures y escrito por Yū Yamashita, con Masahide Yanagisawa, Yuzo Hirata y Niimura Kana diseñando los personajes, y Daisuke Horita componiendo la música. El tema principal de la OVA es "Bloomin'" de Sumire Uesaka como su personaje, la reina Isabel.

## Recepción

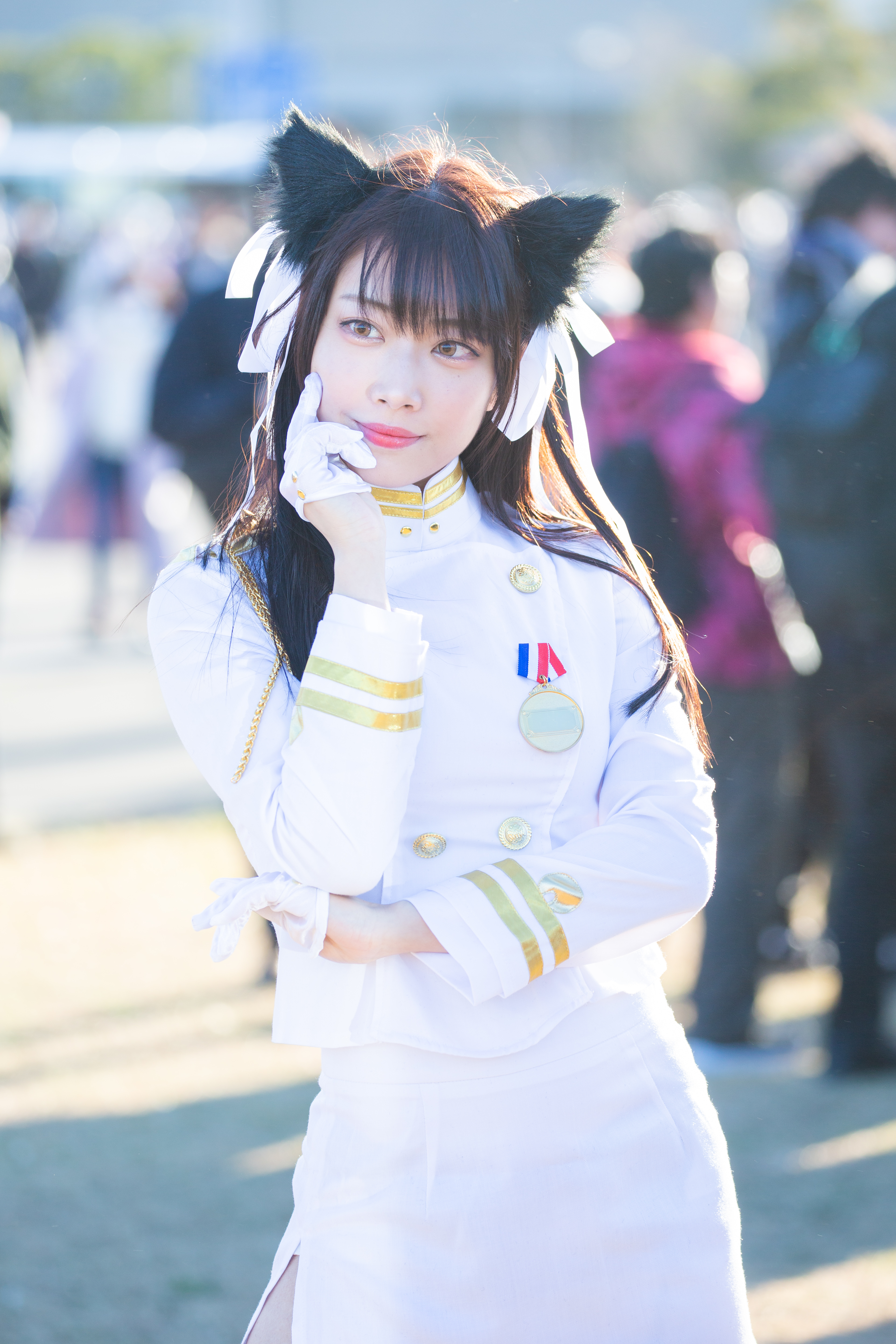
Cosplay de Atago, un personaje de Azur Lane basado en el barco del mismo nombre.

Azur Lane fue muy popular en su país de origen, contribuyendo a la mayor parte de los ingresos del primer trimestre de 2018 de Bilibili junto con el lanzamiento chino de Fate/Grand Order. En Japón, el juego disfrutó de un aumento abrumador en popularidad después de su lanzamiento, a pesar de las acusaciones iniciales de los fanáticos de Kantai Collection de que era un clon.
La popularidad de Azur Lane se atribuyó a su jugabilidad y al diseño del sistema de juego, que fueron ampliamente elogiados. RPG Site escribió que el juego "actúa como una lección importante sobre cómo un título hecho en China puede ganar popularidad en Japón al ofrecer originalidad en su juego". A Famitsu le gustó cómo el juego dependía muy poco de la suerte, permitía a los jugadores desarrollar su propio estilo de juego y era fácil de aprender y jugar debido a los pocos elementos de microtransacción.